# Samson (gruppo musicale)
I Samson sono stati una band heavy metal fondata nel 1977 dal chitarrista-cantante Paul Samson, dal bassista Chris Aylmer e dal batterista Clive Burr. Sono uno dei gruppi di spicco, e di maggiore successo, del movimento inglese denominato "NWOBHM" (New Wave of British Heavy Metal). La band ha cessato di esistere con la morte di Paul Samson nel 2002.

## Storia del gruppo
Il gruppo esordisce il 24 settembre del 1977. Nasce dalle ceneri di una formazione denominata McCoy, e composta da: John McCoy (basso), Paul Samson (voce e chitarra) e Roger Hunt (batteria). Con l'entrata di Aylmer e Burr, il nuovo trio si rinomina ufficialmente Samson.
La band pubblica i primi due singoli nel 1978: "Telephone" e "Mr Rock and Roll".
Clive Burr lascia la formazione alla fine dell'anno; alla fine del 1979, diverrà membro dei rivali Iron Maiden.
Agli inizi del 1979, subentra nella band il pittoresco successore di Burr, Thunderstick (Barry Graham), solito presentarsi sul palco indossando una maschera sadomaso di cuoio, per quindi suonare - se e quando il palco lo consentiva - dall'interno di una gabbia. Thunderstick diviene un vero e proprio personaggio, sulla scia di Alice Cooper e KISS, ed il primo musicista metal in assoluto a presentarsi mascherato. 
Dopo mesi, ai Samson si unisce anche il cantante Bruce Dickinson, che assume il nome d'arte Bruce Bruce. Dickinson, in particolare, entra nella band quando questa stava apportando gli ultimi ritocchi al suo album d'esordio, Survivors (1979). In tale disco, il produttore John McCoy suona il basso, in quanto Aylmer si era temporaneamente dissociato dalla band per divergenze contrattuali. Le versioni reinterpretate da Dickinson, incise nel 1980, riemergeranno anni dopo come bonus tracks nelle riedizioni dell'album.
Il quartetto realizza i due dischi seguenti: Head On (1980) e Shock Tactics (1981), considerati all'unanimità, assieme al lavoro di debutto, quali capolavori dell'heavy metal. 
I primi tre dischi, preceduti dalla partecipazione al primo capitolo della storica raccolta Metal for Muthas, confermano i Samson come uno dei più importanti e caratteristici nomi della corrente musicale New Wave of British Heavy Metal, che in quegli anni viveva il suo apice creativo. 
La band gira anche un cortometraggio/videoclip di 15 minuti, intitolato Biceps of Steel. Nel film Incubus (1981), alcune sequenze di Biceps of Steel sono montate alternate a quelle di un'aggressione nei bagni del locale in cui ha, per l'appunto, luogo l'ipotetica esibizione dei Samson.
Thunderstick lascia la formazione nel 1981 per divergenze artistiche, e viene sostituito da Mel Gaynor, in futuro batterista dei Simple Minds. La band registra il disco dal vivo Live at Reading '81. Subito dopo, Dickinson abbandona i Samson, per divenire il nuovo cantante degli Iron Maiden. 
Il terzo vocalist dei Samson, l'ex Tiger Nicky Moore, si dimostra subito all'altezza del predecessore come ugola; Moore è caratterizzato da una voce potente e graffiante, un'esperienza pluridecennale ed una stazza imponente. Nel 1982, a Gaynor succede il batterista Pete Jupp. 
I Samson pubblicano dunque due lavori in studio per la Polydor: Before the storm e Don't get mad - get even. I dischi sono apprezzati dalla critica e diventano buoni successi commerciali in Europa. La band si imbarca in un tour con i Whitesnake. 
A causa di forti problemi con la casa discografica, la formazione decide di sciogliersi, accomiatandosi con l'album dal vivo Thank You and Goodnight (1985). Il disco live è registrato durante le ultime date del tour dell'anno precedente, portato a termine con il contributo di Merv Goldsworthy (ex Diamond Head) al posto di un già dimissionario Chris Aylmer, e il secondo chitarrista Dave "Bucket" Colwell.
Jupp and Goldsworthy formeranno, poco dopo, la popolare band FM.
Nel 1985, Paul Samson realizza un nuovo album con Nicky Moore e John McCoy, intitolato Joint Forces (1986), inizialmente attribuito al solo Paul Samson in qualità di artista solista, ma in seguito rivalorizzato come lavoro di gruppo nella fase di reissue. Il chitarrista crea dunque una nuova band, Paul Samson's Empire, reclutando nomi conosciuti della NWOBHM (Kev Riddles, Mark Brabbs, Dave "Bucket" Colwell), e intraprende un proficuo tour come opening act degli Iron Maiden. Nel 1987, Paul Samson crea una nuova versione dei Samson, maggiormente orientata sul filone AOR, e registra due albums: 1988 e Refugee (1990). La popolarità si mantiene ancora consistente in tutta Europa e tra i fans dell'heavy metal. 
Il disco Refugee presenta il cantante Peter Scallan, successore di Mick White. A quel punto, Paul decide di andare in tour con una terza band, denominata Paul Samson's Rogues, che include Gerry Sherwin (basso) e Tony Tuohy (batteria).
Nel 1992, ricostituitisi nuovamente come trio (Samson - Aylmer - Tuohy), i Samson registrano il disco Samson (1993), per poi sciogliersi per la seconda volta nel 1994.
Paul Samson intraprenderà un lungo ciclo concertistico, fino alla reunion dei Samson nel 1999-2002. Il 9 agosto del 2002, il chitarrista si spegne a causa di un tumore. Il nuovo album dei Samson, a cui lui stava allora lavorando con Nicky Moore, verrà pubblicato postumo nel 2006, grazie al contributo del produttore e amico John McCoy. Intitolato P.S...., sarà attribuito al solo Paul, pur riproponendo lo storico logo della band nella raffigurazione del cognome. La formazione finale dei Samson: Nicky Moore, Paul Samson, Ian Ellis e Billy Fleming.
Il 9 gennaio del 2007, si spegne anche Chris Aylmer. Il 4 agosto del 2022, invece, decede Nicky Moore.
Sul finire degli anni 2010, il gruppo diviene il soggetto di una notevole riscoperta, grazie ad una lunga serie di box set e riedizioni in CD e vinile.

## Reunions
Nel 1989, Paul Samson si riunisce con Thunderstick in America. Affiancati dal bassista Eric Mauriello, formano una versione alternativa dei Samson per alcuni concerti.
Nel corso del 1990, avviene un'ennesima ricongiunzione con Aylmer e Thunderstick, e la band registra cinque brani, pubblicati nella raccolta Past, Present & Future (1999). Il vocalist è Rik Anthony. 
Sul finire degli anni '90, si verifica una grande rinascita, come documentato dal cd/dvd dal vivo Live in London 2000. La trionfale reunion è effettuata da Nicky Moore, Paul Samson, Chris Aylmer e Thunderstick. Questa fortunata attività concertistica termina con la morte, il 9 agosto del 2002, del chitarrista leader.

## Ex membri

### Cantanti
- Paul Samson (1977-1979; 1992-1994)
- Bruce Dickinson (1979-1981)
- Nicky Moore (1981-1986; 2000-2002)
- Mick White (1987-1989)
- Peter Scallan (1989-1990)
- Rik Anthony (1990)

### Bassisti
- Chris Aylmer (1977-1984; 1999-2001)
- John McCoy (1979; 1985-1986)
- Merv Goldsworthy (1984)
- Dave Boyce (1987-1989)
- Eric Mauriello (1989)
- Paul Samson (in Refugee e P.S....)
- Ian Ellis (anche se, nel disco P.S...., esegue solo i cori e lavora al songwriting)

### Batteristi
- Clive Burr (1977-1979)
- Thunderstick (1979-1981; 1989; 1990; 1999-2001)
- Mel Gaynor (1981-1982)
- Pete Jupp (1982-1984)
- Edgar Patrik (1985-1986)
- Charlie Mack (1987-1990)
- Tony Tuohy (1992-1994)
- Billy Fleming (2001-2002)

### Chitarristi
- Paul Samson (1977-2002)
- Dave "Bucket" Colwell (1984)

### Tastieristi
- Toby Sadler (1987-1990)

## Discografia
Album in studio
- 1979 - Survivors
- 1980 - Head On
- 1981 - Shock Tactics
- 1982 - Before the Storm
- 1984 - Don't Get Mad - Get Even
- 1986 - Joint Forces (inizialmente accreditato al solo Paul Samson come artista solista)
- 1988 - And There It Is... (EP)
- 1990 - Refugee
- 1993 - Samson (Nineteen Ninety-Three nella riedizione del 1996)
- 1993 - 1988 (riedizione ampliata dell'EP del 1988 And There It Is...)
- 2006 - PS.... (accreditato a Paul Samson, ma in realtà è l'ultimo disco dei Samson)

Live
- 1985 - Thank You and Goodnight
- 1990 - Live at Reading '81
- 1997 - The BBC Sessions
- 1999 - Metal Crusade '99 (raccolta a cui la band contribuisce con 8 brani)
- 2000 - Live in London 2000

Raccolte
- 1984 - Last Rites
- 1986 - Head Tactics
- 1990 - Pillars of Rock
- 1998 - The Masters
- 1999 - Past Present & Future
- 1999 - Test of Time
- 2001 - There and Back
- 2002 - Riding with the Angels - The Anthology
- 2006 - Tomorrow and Yesterday